# Краеведческий музей Республики Каракалпакстан
Краеведческий музей Каракалпакстана — музей в Узбекистане.
В музее представлены археологические памятники, начиная с эпохи палеолита, предметы прикладного искусства каракалпаков, действуют экспозиции, посвященные истории развития Каракалпакстана XX века.

## История
Один из старейших научно-просветительских учреждений в низовьях Амударьи и Приаралья (а также и во всей Центральной Азии).
Краеведческий музей Республики Каракалпакстан основан в 1929 году при Научно-исследовательском институте Каракалпакской автономной области в городе Турткуле, который являлся в то время столицей области. В том же году, 16 мая открылась первая выставка.
В создание музея внесли большой вклад Я. Гулямов, С. П. Толстов, А. Досназаров, Г. Убайдуллаев. Первыми руководителями музея были Н. А. Баскаков, Н. В. Торчинская и К.Аимбетов.
В 1934 году ему присвоен статус «Государственного музея», а в 1935 году его название изменилось на «Каракалпакский историко-краеведческий музей».
В 1944 году в связи с наводнением в Турткуле музей был перенесён в новую столицу республики — город Нукус.
Постановлением кабинета Министров Республики Узбекистан от 11 декабря 2017 года «Государственный краеведческий музея Республики Каракалпакстан» был преобразован в «Государственный музей истории и культуры Республики Каракалпакстан».
29 августа 2019 года состоялось открытие нового здания Музея истории и культуры Республики Каракалпакстан.

### Филиалы
На основании протокола № 07/1-426 Кабинета Министров Республики Узбекистан от 6 октября 2018 года, 20 октября того же года был открыт Муйнакский филиал Государственного музея истории и культуры Республики Каракалпакстан «Музей экологии». Экспозиция музея экологии посвящена проблеме Аральского моря. В ней представлены предметы флоры и фауны, экспонаты народно прикладного искусства — в виде национальной одежды и изделий народного промысла, образцы продукции Муйнакского рыбокомбината, а также фотографиями и картинами, на которых изображено море во времена его величественности.
Постановлением Кабинета Министров Республики Узбекистан под № 975 от 11 декабря 2017 г. Филиал Государственного музея истории и культуры Республики Каракалпакстан «О комплексных мерах по совершенствованию деятельности государственных музеев и укреплении их материально-технической базы», Музей археологии и истории Элликалинского района прекратил свою деятельность и на его месте был основан Элликалинский филиал Государственного музея истории и культуры Республики Каракалпакстан. Экспозиционный зал музея состоит из двух отделов: археологии и народно-прикладного искусства. В музее собрано более 2500 экспонатов.

## Коллекция музея
Сегодня музей состоит из 4 отделов — природы, археологии, этнографии и новой истории.
На данный момент в фондах насчитывается более 80 тысяч экспонатов, из них около 430 считаются уникальными. Коллекция музея по видам экспонатов распределена по 7 фондам драгоценных металлов, этнографии, новой истории, природы, археологии, фотоснимков и фотонегативов и ремесленничество. Также при музее имеются 2 филиала в Муйнакском и Элликкалинском районах.
В экспозиции представлены экспонаты по темам археологии, этнографии, природы и новой истории.
В отделе этнографии выставлены каракалпакская национальная одежда, ювелирные украшения, убранство юрты, ковровые изделия, традиционные музыкальные инструменты, а также доспехи, конские сбруи.

### Ювелирная коллекция
Ювелирные изделия каракалпаков отличались своеобразием. Они изготавливались из серебра и богато украшались такими драгоценными камнями как бирюза, сердолик и кораллы.

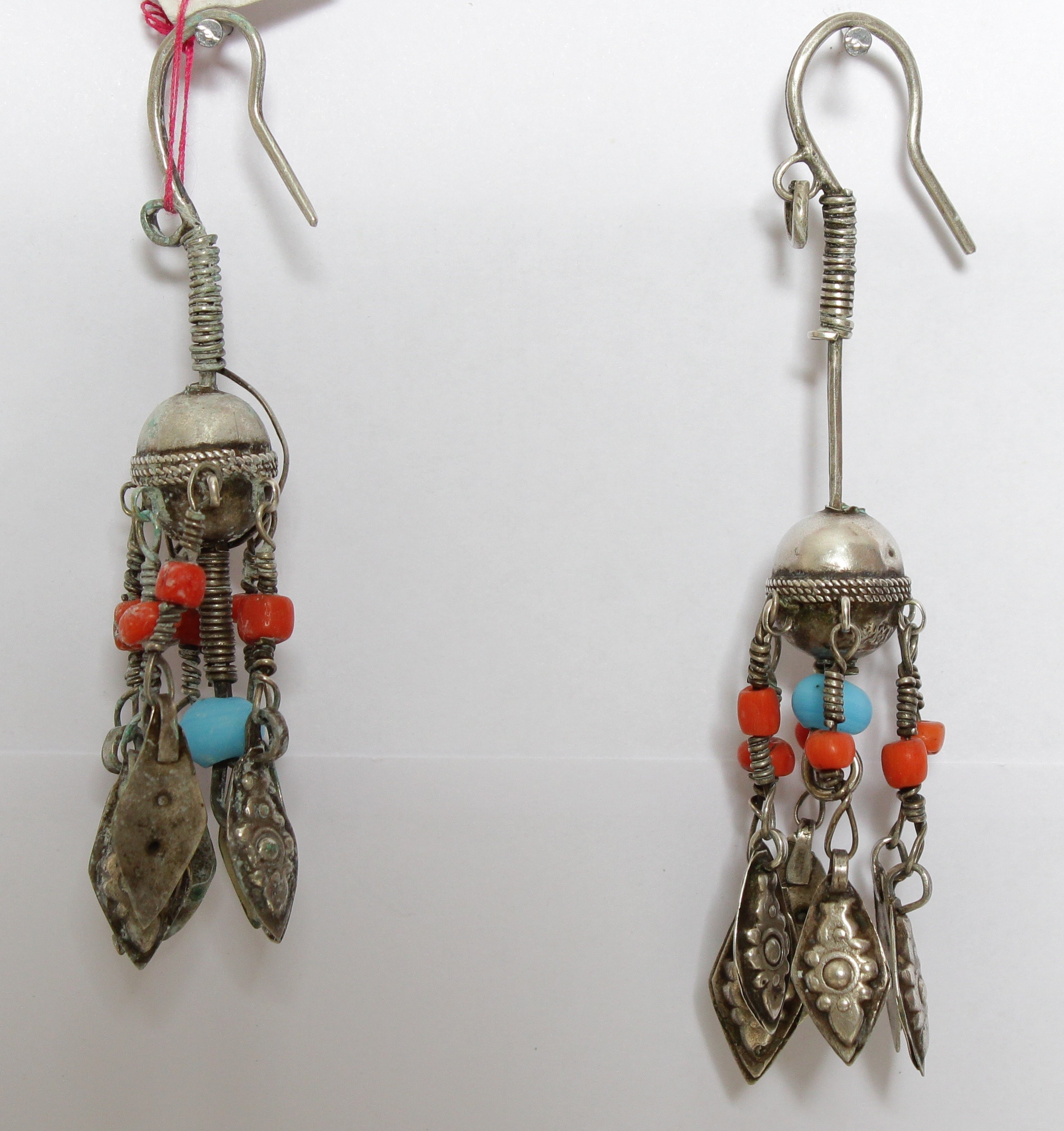
Самым популярным среди ювелирных украшений являются серьги, так как они были обязательным повседневным украшением всех женщин и отличались  многообразием форм.
По конструктивным особенностям серьги разделялись на типы. Серьги, основу которых составляют вертикальные фигурки. Простые мелкие серьги, конусовидные, с гравировкой – «собык сырга». «Шашаклы сырга» – серьги с бахрамой. Серьги в форме полумесяца – «Ай сырга» или «Буршикли сырга».
«Халкаплы сырга» — представляют собой серьги с цепочкой, проходящей под подбородком от одного уха к другому. Цепочка состояла в основном из ромбовидных подвесок, а иногда из мелких деталей в виде лепестков, мелких дутых шариков и пр. Такие серьги носили с 12 – летнего возраста до замужества. После замужества цепочка снималась и оставалась основная часть серег, которая называлась «Сояу сырга».
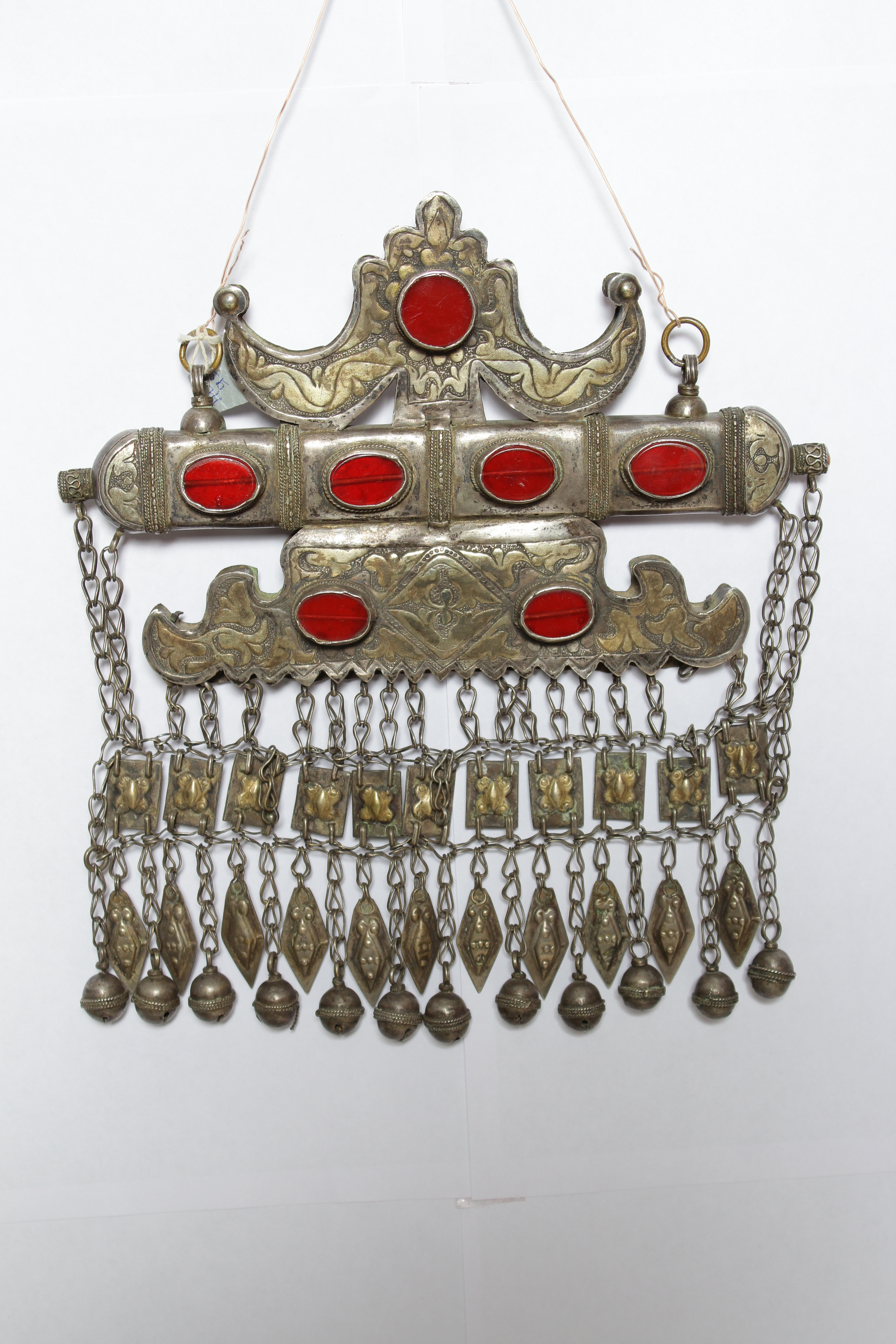
Хайкел представляет собой плоское нагрудное украшение, состоящее из верхней части сложной конфигурации и бахромы из цепочек, бляшек, листовидных подвесок и колокольчиков. Верхняя массивная часть включала в себя футляр для выписок из Корана или заклинаний. На лицевой стороне футляра расположены от трёх до пяти высоких оправ с сердоликами или красным стеклом. Верхняя часть хайкеля фигурная, в виде загнутых кверху и книзу парных рогов. Свои основные формы этот тип украшения получил ещё в глубокой  древности, устойчиво сохранив иконографию в культурной памяти народа. Связанное с древнейшим культом, это украшение стало каракалпакским в период сложения каракалпакской народности, а в наши дни остается своеобразной эмблемой каракалпакских национальных традиций
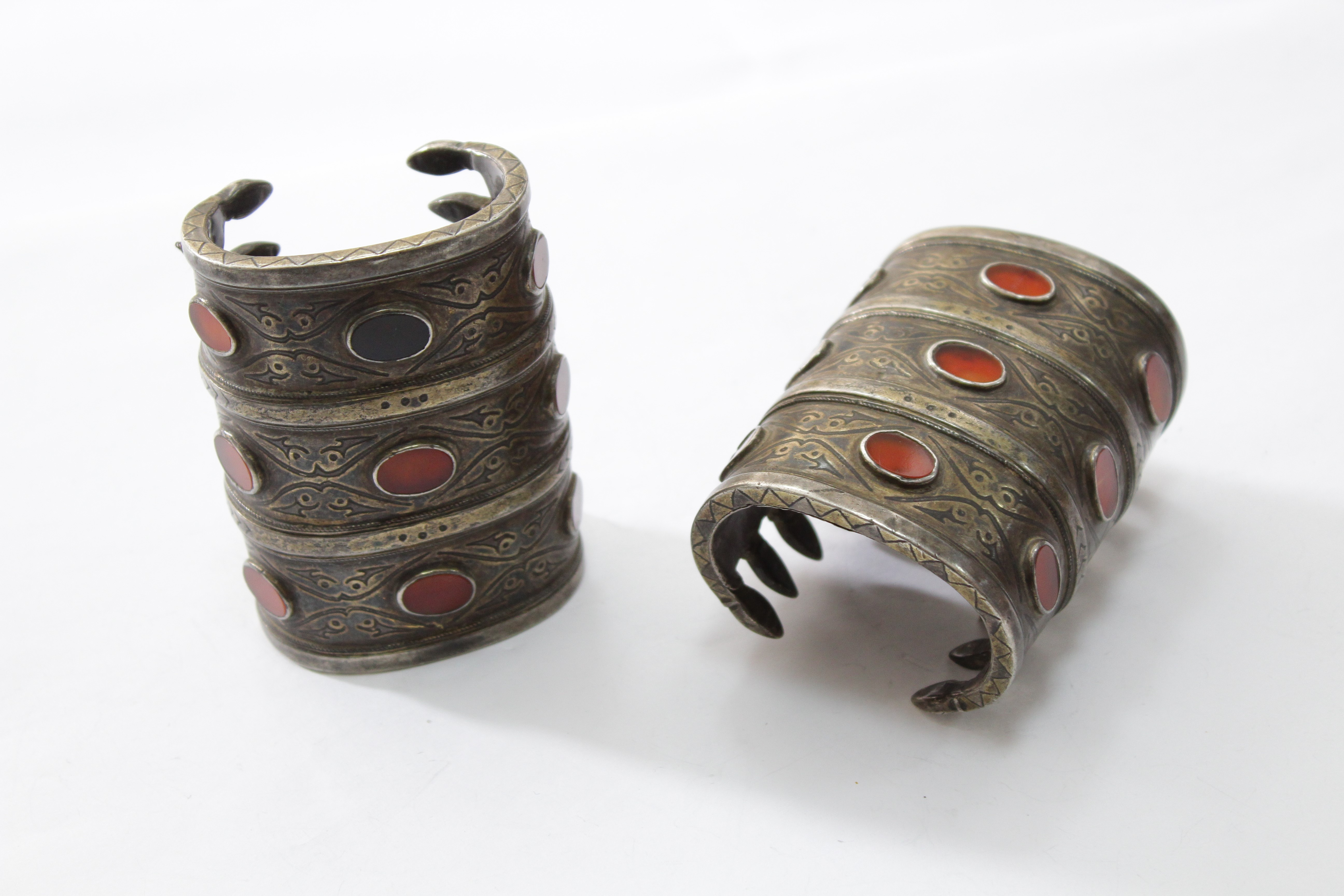
Кос билезик — парные женские браслеты из серебра. Их поверхность разделена на две секции, в каждой по несколько вставок из сердолика. Зубчатые концы браслетов незамкнутые. К каждому браслету цепочками прикреплены по два кольца, которые также инкрустированы крупным сердоликом.

### Текстиль

Киймешек- это одна из обязательных и опознавательных деталей традиционного костюма замужней женщины, точнее её головного убора. Этот элемент интересен не только своей бытовой и ритуальной характеристикой, он интересен тем, что несёт в себе признаки этнических и культурных корней.
У каракалпаков было два вида киймешека: кызыл (красный) киймешек для молодых женщин, ак (белый) киймешек для пожилых женщин. Как нам известно из литературы, кызыл киймешек — это редкий вид одежды в виде своеобразного капюшона с отверстием для лица. Он состоит из двух частей: наспинная и лицевая части. Наспинная часть-большой квадратный кусок шелковой или полушелковой ткани, положенный одним углом на голову. По краям расположена отделка: полоса из красного и чёрного сукна, расшитая геометрическим орнаментом, которая заканчивается по двум нижним краям бахромой из бордового и зелёного крученого шелка.
Лицевая часть киймешека называется киймешек алды и представляет собой усеченный треугольник, доходящий до уровня груди с вырезом для лица из красного сукна.(кызыл ушыга) Эта часть киймешека тоже богато украшалась вышивкой.
Ак жегде — накидка для пожилых женщин. Их называли кестели жегде — они были сплошь покрыты вышивкой, выполненной по белой хлопчатобумажной ткани шелковыми нитками с преобладанием геометрических узоров. Ак жегде имеет туникообразный покрой с раскошенными боковинами и является наиболее старинным видом каракалпакской женской одежды. Характерной чертой всех видов жегде являются ложные рукава; очень длинные и закидываемые за спину, они скреплялись специальными завязками. Особой принадлежностью отличается кок койлек.
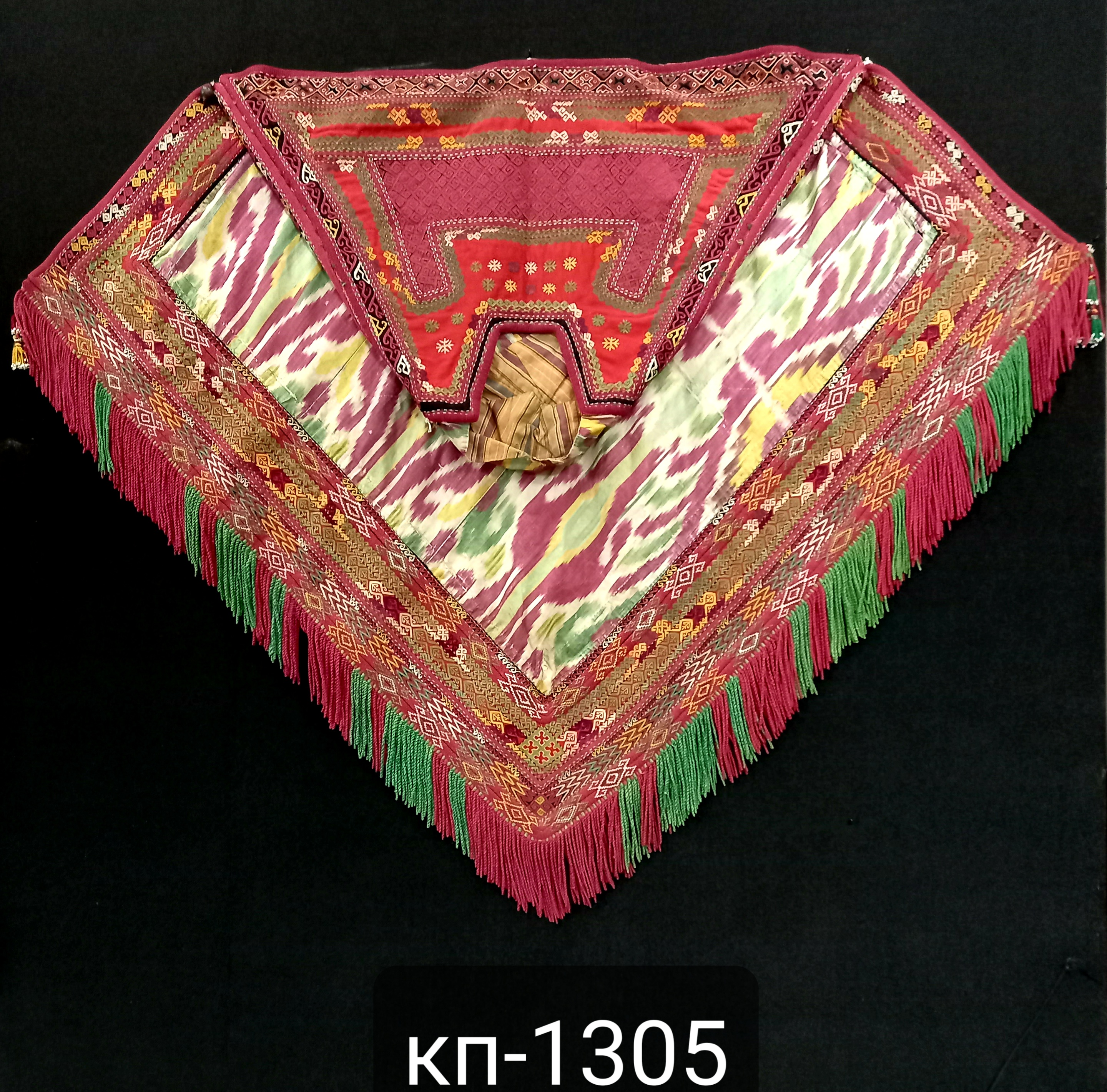
Ак жегде — женская накидка
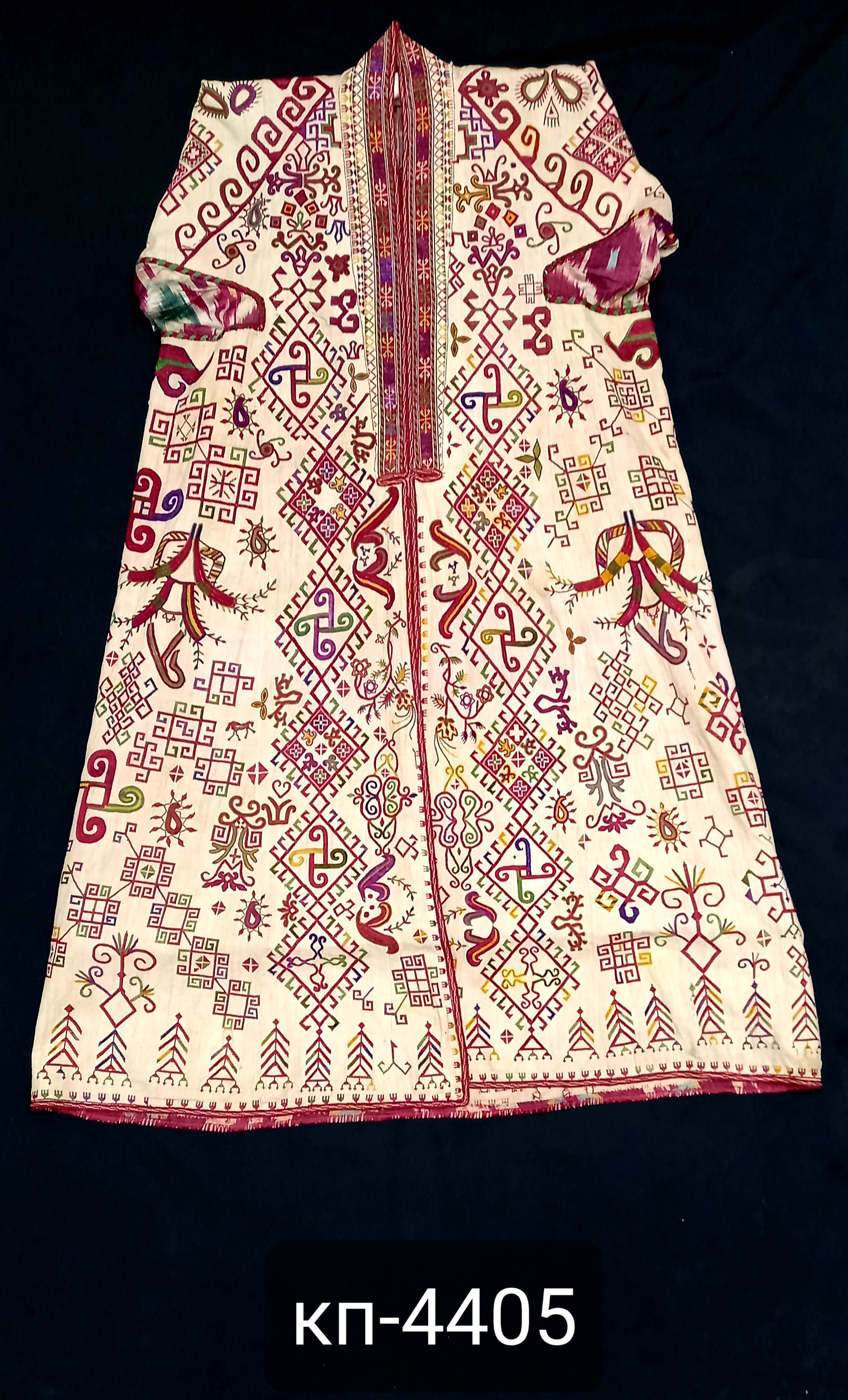
Кок койлек' — вершина мастерства каракалпакских вышивальщиц. Вся передняя часть платья покрыта вышивкой крестом очень тонкой работы. Ряды орнаментальных полос из ромбовидных фигур на груди отдаленно напоминают кольчугу и называются «узор кольчуги». Это дает основание предполагать, что в украшении кок койлека нашли отклик традиции наряда воительниц сако-массагетасих племен, воспетых в каракалпакском народном эпосе «Кырк кыз».

### Археологическая коллекция
Археологические экспозиции содержат артефакты и макеты городищ Древнего Хорезма. В частности, капитель в виде животного с рогами овна, но с человеческим лицом, выдолбленная более 2500 лет назад из камней Султануиздагских гор.

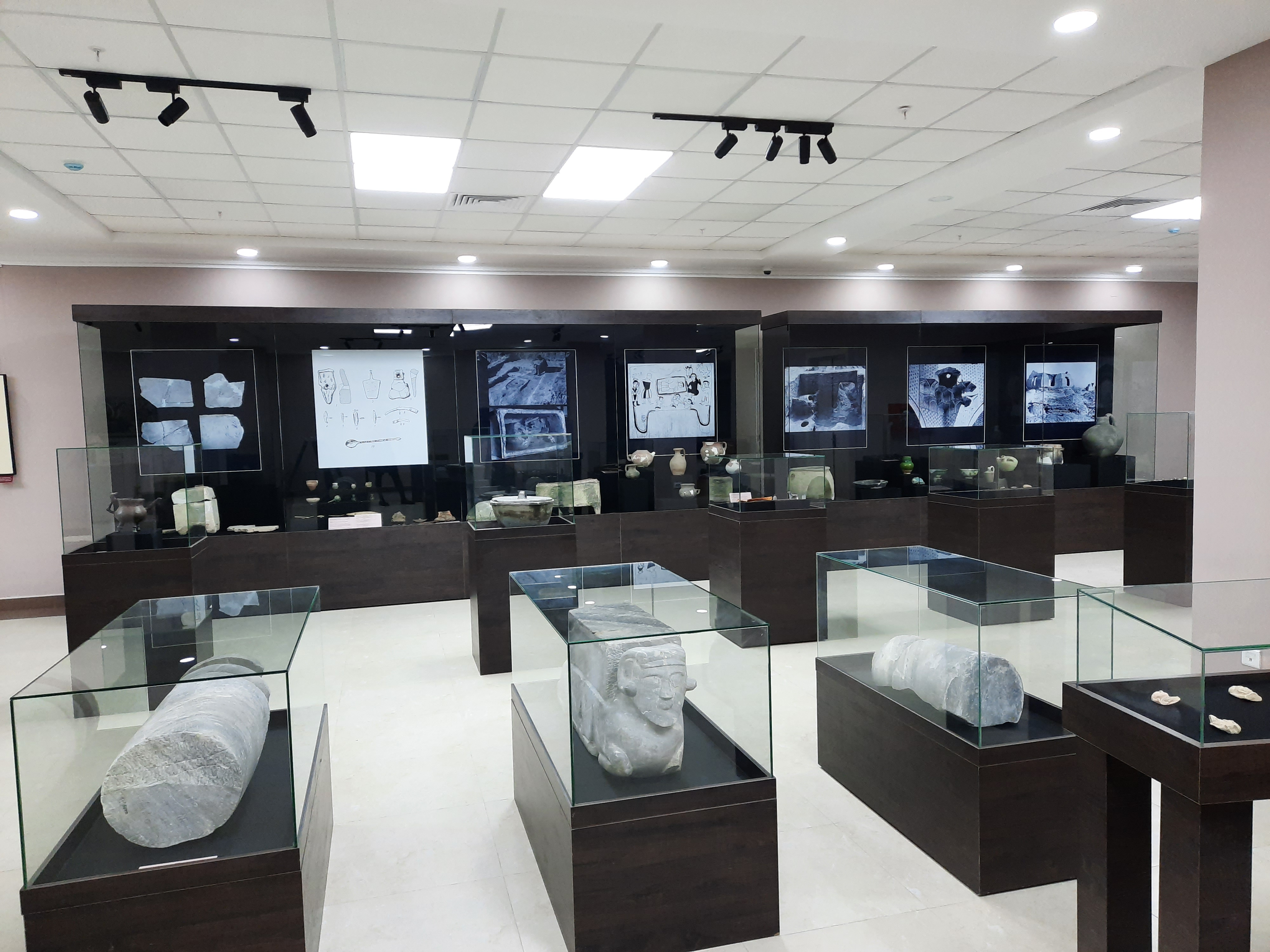
Капитель (V—IV вв. до н. э.). Капитель была найдена в 1966 году в горах Султануиздага. Это животное, лежащее с подогнутыми ногами, обрамляя абаку. У него головы бородатых мужчин, из которых сохранилось одна. Лицо бесстрастное, с выпуклыми глазами без зрачков, с правильными чертами и заостренной бородой; надо лбом — плоский головной убор и повязка, от которой к щекам изгибаются рога овна.
Бронзовый литой сосуд (VI—V вв. до н. э.). Уникален бронзовый котел VI—V вв. до н. э., на трех ножках, похожих на ноги животных, его ручка оформлена в виде коня. Он был найден рабочим гидрогеологической поисковой партии А. Таубаевым в песках между городищами Бурлы и Топраккала в Элликкалинском районе Республики Каракалпакстан.

В музее представлены окаменевшие останки древних животных и растений, чучела редких и уже исчезнувших птиц и животных Приаралья. Уникален экспонат «Последний туранский тигр». Чучело самого последнего туранского тигра было сдано в музей в 1980 году. Оно было отреставрировано в течение четырёх лет таксидермистом М. Заславским.